# Stade du 8 Mai 1945
Das Stade du 8 Mai 1945 (arabisch ملعب 8 ماي) ist ein Fußballstadion mit Leichtathletikanlage im algerischen Sétif. Der Name erinnert an das Datum des Massakers von Sétif 1945.
Die Sportstätte, die ca. 25.000 Zuschauern Platz bietet, wird vornehmlich vom örtlichen Fußballverein ES Sétif für die Austragung seiner Heimspiele unter anderem in der Ligue Professionnelle 1 genutzt. Das Stadion verfügt über eine überdachte Haupttribüne, die Gegentribüne sowie die Kurven sind unüberdacht. Rund um das als Spielfläche genutzte Kunstrasenrechteck verläuft eine Leichtathletikanlage. Direkt neben dem Stadion befinden sich weitere Fußballplätze sowie eine Schwimmhalle. Das Stadion liegt im Westen der Stadt in der Nähe der Route nationale 5, die Algier mit Constantine verbindet.